# Antónia Munkácsi
Antónia Munkácsi (Belgrado, Serbia, 26 de noviembre de 1938) fue una atleta húngara especializada en la prueba de 400 m, en la que consiguió ser subcampeona europea en 1966.

## Carrera deportiva
En el Campeonato Europeo de Atletismo de 1966 ganó la medalla de plata en los 400 metros, corriéndolos en un tiempo de 52.9 segundos, llegando a meta tras la checoslovaca Anna Chmelková que con 52.9 s batió el récord de los campeonatos, y por delante de la francesa Monique Noirot (bronce).